# Revolver (Magazin)
Revolver ist ein US-amerikanisches Musikmagazin, das sich auf die Musiksparten Rock und Heavy Metal spezialisiert hat. Das Revolver Magazine ist seit dem Frühjahr des Jahres 2000 im Druck und war anfangs ein Magazin, dass sich auf den Mainstream konzentriert hat. Es ist ähnlich strukturiert wie das Spin Magazine.
Das Magazin veröffentlicht unter anderem Veröffentlichungs- und Tourankündigungen, Plattenkritiken, Charts und eine Kolumne von Vinnie Paul von Pantera. Die Kolumne ruht derzeit. Grund hierfür war ein Anschlag auf die Gruppe Damageplan bei dem Pauls Bruder Dimebag Darrell getötet wurde. Inzwischen wurde die Kolumne erweitert, und Lizzy Hale von Halestorm arbeitet neben ihren Band-Aktivitäten für das Magazin.
Auch legt das Magazin ein Fokus auf die Underground-Szene und berichtet über Newcomer-Gruppen aus der ganzen Welt, die nicht auf Musiksender wie MTV laufen. Seit 2009 verleiht das Magazin einen eigenen Musikpreis, die Revolver Golden Gods Awards, die mit den Kerrang! Awards und den Metal Hammer Awards vergleichbar ist. Am 28. Mai 2011 führte Chris Jericho durch die Preisverleihung.
Das Magazin wurde von Harris Publications erstmals gedruckt, im Jahr 2006 wurden die Rechte an Future US weiterverkauft. 2012 folgte ein weiterer Verkauf. Seitdem ist NewBay Media der Verlag des Magazins. In den USA hat das zweimonatlich erscheinende Magazin eine Druckauflage von 150.000 Exemplaren. Derzeitiger Chefredakteur ist Brandon Geist.